# Martin Atkinson

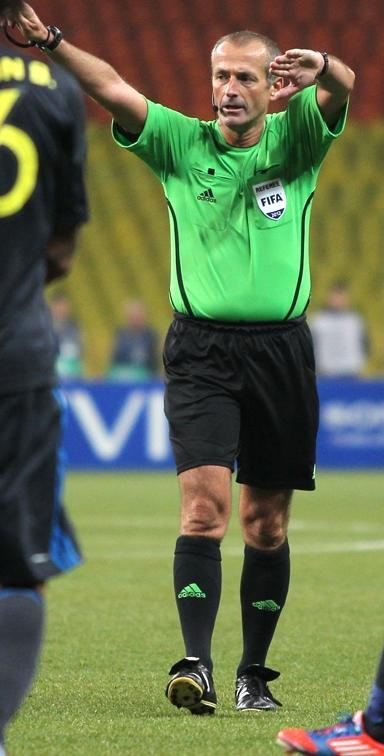
Martin Atkinson (2012)

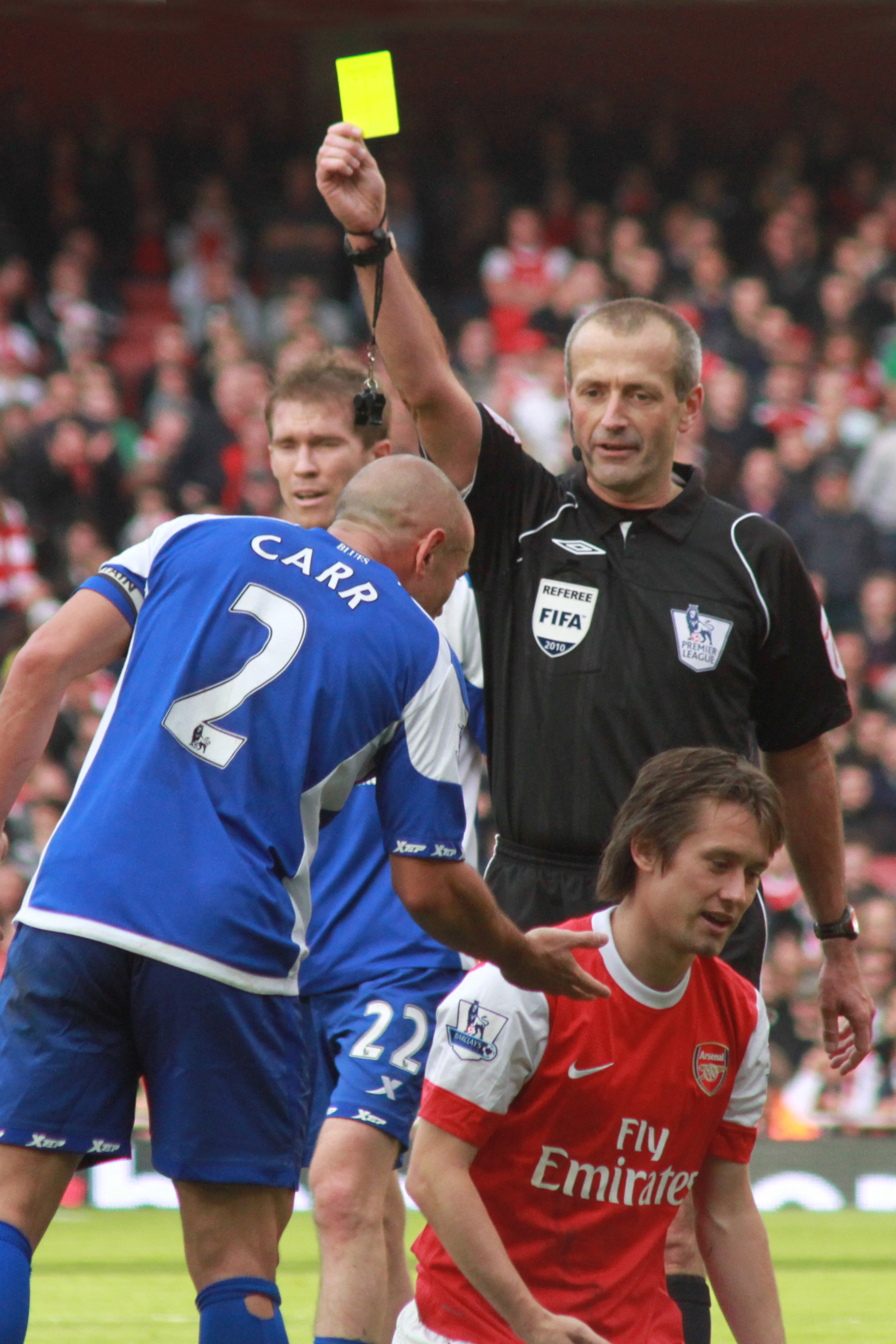
Martin Atkinson verwarnt Birmingham-City-Spieler Stephen Carr (2010)

Martin Atkinson (* 31. März 1971 in Dewsbury, West Yorkshire) ist ein englischer Fußballschiedsrichter. Seit 2006 leitet er für die FIFA internationale Spiele.

## Karriere
Atkinson begann seine Schiedsrichterkarriere 1986 als 15-Jähriger. Sein Erstligadebüt in Premier League absolvierte er am 18. September 2004 am 6. Spieltag im Spiel Crystal Palace gegen Manchester City. 2005 wurde Atkinson in die englische Profi-Schiedsrichter-Liste „Select Group Referees“ aufgenommen und 2006 zum FIFA-Schiedsrichter berufen. Sein erstes internationales Spiel war das U-19-Freundschaftsspiel Kroatien gegen Griechenland (2:2) am 1. Juni 2007. Er war Leiter des FA-Cup-Finales 2011 zwischen Manchester City und Stoke City (1:0). Bei der Fußball-Europameisterschaft 2012 war Atkinson als Torrichter Teil des englischen Schiedsrichtergespanns. Am 9. Februar 2013 leitete er sein 200. Premier-League-Spiel bei einem 3:1 zwischen dem FC Southampton und Manchester City. Er ist in die höchste UEFA-Schiedsrichter-Kategorie „Elite Group“ eingeteilt.
Nach dem Spiel FC Chelsea gegen Manchester United am 1. März 2011 in der Premier League kam es zu einer Auseinandersetzung mit dem Manchester-Trainer Alex Ferguson. Dieser kritisierte eine nicht gegebene rote Karte für den Chelsea-Spieler David Luiz und eine umstrittene Elfmeter-Entscheidung für den Londoner Verein, der zum 2:1-Endstand führte. Daraufhin sollte Atkinson zunächst für elf Monate nicht mehr bei Begegnungen von Manchester United eingesetzt werden, bis er am 28. Januar 2012 deren Partie in der vierten FA-Cup-Runde gegen Liverpool übernehmen sollte. Ferguson, der bereits Atkinsons Leitung des FA-Cup-Finales 2011 missbilligt hatte, sagte dazu, dass er einen „fairen Schiedsrichter“ gewollt, ihn aber nicht bekommen habe. Letztendlich war Mark Halsey der Unparteiische des Spiels, das Manchester United 2:1 verlor.
Atkinson lebt in Wakefield und arbeitet hauptberuflich als Polizist. Er betreibt in seiner Freizeit Fitnesstraining und spielt Golf.

## Statistik

### Einsatzstatistik
| Saison    | Premier League | FA Cup | Europa League | Champions League | Länderspiele |
| --------- | -------------- | ------ | ------------- | ---------------- | ------------ |
| 2004/2005 | 4              | 0      | –             | –                | –            |
| 2005/2006 | 18             | 2      | –             | –                | –            |
| 2006/2007 | 24             | 4      | 0             | 0                | 0            |
| 2007/2008 | 26             | 5      | 2 / 1         | 0                | 2            |
| 2008/2009 | 26             | 4      | 4 / 0         | 1 / 0            | 5            |
| 2009/2010 | 30             | 6      | 2 / 0         | 5 / 1            | 2            |
| 2010/2011 | 26             | 4      | 3 / 0         | 3 / 1            | 7            |
| 2011/2012 | 27             | 2      | 3 / 0         | 3 / 1            | 1            |
| 2012/2013 | 21             | 5      | 1 / 0         | 2 / 1            | 1            |
| Gesamt    | 202            | 32     | 15 / 1        | 14 / 4           | 18           |

Anmerkungen: Stand der Liste: 28. März 2013. Die Einteilung „x / y“ beschreibt links des Schrägstriches die Anzahl der Einsätze im Wettbewerb und rechts die Spiele in der jeweilig dazugehörenden Qualifikation. Die Spalte „Länderspiele“ zählt sämtliche dieser im A-Bereich auf, sowohl Freundschaftsspiele als auch zum WM-/EM-(Qualifikations-)Spiele.

### Spiele mit deutscher Beteiligung
| Wettbewerb              | Datum         | Begegnung                          | Ergebnis  |
| ----------------------- | ------------- | ---------------------------------- | --------- |
| UEFA-Cup                | 6. Dez. 2007  | Bayer 04 Leverkusen – Sparta Prag  | 1:0 (0:0) |
| UEFA-Cup                | 18. Sep. 2008 | Borussia Dortmund – Udinese Calcio | 0:2 (0:2) |
| WM-Qualifikation Europa | 14. Okt. 2009 | Deutschland – Finnland             | 1:1 (0:1) |
| Champions League        | 4. Nov. 2009  | FC Sevilla – VfB Stuttgart         | 1:1 (1:0) |
| Freundschaftsspiele     | 3. März 2010  | Deutschland – Argentinien          | 0:1 (0:1) |
| Champions League        | 11. März 2010 | FC Valencia – Werder Bremen        | 1:1 (0:1) |
| Europa League           | 1. Apr. 2010  | Hamburger SV – Standard Lüttich    | 2:1 (2:1) |
| Champions League        | 19. Okt. 2010 | FC Bayern München – CFR Cluj       | 3:2 (2:1) |
| Champions League        | 5. Apr. 2011  | Inter Mailand – FC Schalke 04      | 2:5 (2:2) |
| EM-Qualifikation        | 7. Okt. 2011  | Türkei – Deutschland               | 1:3 (0:1) |
| Champions League        | 23. Okt. 2012 | OSC Lille – FC Bayern München      | 0:1 (0:1) |
| Champions League        | 21. Apr. 2015 | FC Bayern München – FC Porto       | 6:1 (5:0) |
| Champions League        | 23. Feb. 2016 | Juventus Turin – FC Bayern München | 2:2 (0:1) |
| EURO 2016               | 12. Juni 2016 | Deutschland – Ukraine              | 2:0 (1:0) |

### Einsätze bei der Fußball-Europameisterschaft 2016 in Frankreich
| Phase        | Datum         | Spielort | Heimmannschaft | Gastmannschaft | Ergebnis  |
| ------------ | ------------- | -------- | -------------- | -------------- | --------- |
| Gruppenphase | 12. Juni 2016 | Lille    | Deutschland    | Ukraine        | 2:0 (1:0) |
| Gruppenphase | 22. Juni 2016 | Lyon     | Ungarn         | Portugal       | 3:3 (1:1) |
| Achtelfinale | 25. Juni 2016 | Paris    | Wales          | Nordirland     | 1:0 (0:0) |